# Cascata de Água Cai d'Alto
A Cascata de Água Cai d'Alto é uma queda de água (cascata) localizada na freguesia de Cerva, Município de Ribeira de Pena, distrito de Vila Real, em Portugal.
Esta cascata apresenta-se com 60 metros de altura, e situa-se na nascente do rio Poio em Cerva, tendo origem na confluência de dois regatos. Estes cursos de água ao juntarem as suas águas despenham-se numa cascata de águas claras que correm serenas sobre as rochas graníticas até desembocarem numa lagoa. 
O curso de água associado à Cascata de Água Cai d'Alto, rio Póio é muito usado para a realização de desportos radicais como o canyoning e a canoagem.